# 牧久
牧久（まき ひさし、1941年 - ）は、日本のジャーナリスト。日本経済新聞社客員。

## 人物・来歴
大分県生まれ。早稲田大学第一政治経済学部政治学科卒業後、日本経済新聞社に入社。社会部記者、サイゴン・シンガポール特派員、社会部部長、労務担当常務などを経て、代表取締役副社長、テレビ大阪会長を務めた後、2009年から作家専業となりノンフィクション作品を発表。
その間国鉄記者クラブに常駐した経験があり（1968年～）、満鉄理事・国鉄総裁を務めた十河信二の伝記『不屈の春雷』、革マル派副議長・旧動労・JR東労組委員長を務めた松崎明の伝記『暴君』を手掛けた。
国鉄分割・民営化に至るまでの20年を描いた『昭和解体』は第4回城山三郎賞候補。

## 著書
- 『サイゴンの火焔樹――もうひとつのベトナム戦争』ウェッジ、2009年5月
- 『特務機関長 許斐氏利――風淅瀝として流水寒し』ウェッジ、2010年10月
- 『「安南王国」の夢――ベトナム独立を支援した日本人』ウェッジ、2012年2月
- 『不屈の春雷――十河信二とその時代』上下、ウェッジ、2013年9月
- 『満蒙開拓、夢はるかなり――加藤完治と東宮鐵男』上下、ウェッジ、2015年7月
- 『昭和解体――国鉄分割・民営化30年目の真実』講談社、2017年3月
- 『暴君――新左翼・松崎明に支配されたJR秘史』小学館、2019年4月
- 『転生――満州国皇帝・愛新覚羅溥儀と天皇家の昭和』小学館、2022年8月